# آدولف بایانت
آدولف بایانت (انگلیسی: Adolphe Biarent; ۱۶ اکتبر ۱۸۷۱ – ۴ فوریهٔ ۱۹۱۶) آهنگساز، و رهبر (موسیقی) اهل بلژیک بود.